# Воскресенское (Кольчугинский район)
Воскресенское — село в Кольчугинском районе Владимирской области России, входит в состав Раздольевского сельского поселения.

## География
Село расположено на берегу реки Шередарь в 29 км на юго-запад от центра поселения посёлка Раздолье и в 35 км на юго-запад от райцентра города Кольчугино.

## История
В XVI—XVIII веках село входило в стан Малый Рог Владимирского уезда Замосковного края Московского царства.
По писцовым книгам 1637 года половина села Воскресенского принадлежала братьям Недобровым, а другая половина князю Василию Петровичу Львову, в селе была церковь Воскресения Христова, которая сгорела. По переписным книгам 1678 года сельцо Воскресенское принадлежало братьям Недобровым, в нем было 3 двора крестьянских и 4 бобыльских, в них 28 душ мужского пола.
По данным на 1860 год сельцо принадлежало Дмитрию Дмитриевичу Казакову.
В конце XIX — начале XX века село входило в состав Фуниково-Горской волости Покровского уезда, с 1926 года — в составе Овчининской волости Александровского уезда. В 1859 году в селе числилось 38 дворов, в 1905 году — 86 дворов, в 1926 году — 108 дворов.
В 1908 году валяльциков сапог в Покровском уезде до 193 человек и почти все они (184) из Фуниково-Горской волости; преимущественно из трёх её населённых пунктов: Воскресенское (92), Конышево (62) и Игнатово (15). Большая половина валялыциков расходились далеко по соседним губерниям, преимущественно в Егорьевский уезд, Рязанскую губернию, Воронежскую губернию, Тамбовскую и др. По своим деревням работала ничтожная часть — 12 человек. Уходили на промысел с 1 сентября и работали до декабря. Ходили по 2-3 человека вместе из деревни в деревню; носили с собою инструменты: колодки, клинья, задушки, передушки, решотку, лучёк, валёк, железную скалку, полотно, струны. Некоторые возили с собой на лошади шерстобитную машинку, что значительно ускоряло очистку и перебивку шерсти. За 3—4-месячный рабочий сезон валялыцик заработал около 30 рублей чистой прибыли.
С 1929 года село являлось центром Ново-Воскресенского сельсовета Кольчугинского района, с 1940 года — в составе Вауловского сельсовета, с 2001 года — в составе Завалинского сельского округа, с 2005 года — в составе Раздольевского сельского поселения.

## Население
| 1859 | 1905 | 1926 | 2002 | 2010 | 2021 |
| ---- | ---- | ---- | ---- | ---- | ---- |
| 319  | ↗518 | ↘490 | ↘6   | ↗10  | ↗11  |